# Dipleuchlanis elegans
Dipleuchlanis elegans är en hjuldjursart som först beskrevs av Wierzejski 1893.  Dipleuchlanis elegans ingår i släktet Dipleuchlanis och familjen Euchlanidae. Inga underarter finns listade i Catalogue of Life.